# Synode von Frankfurt 794

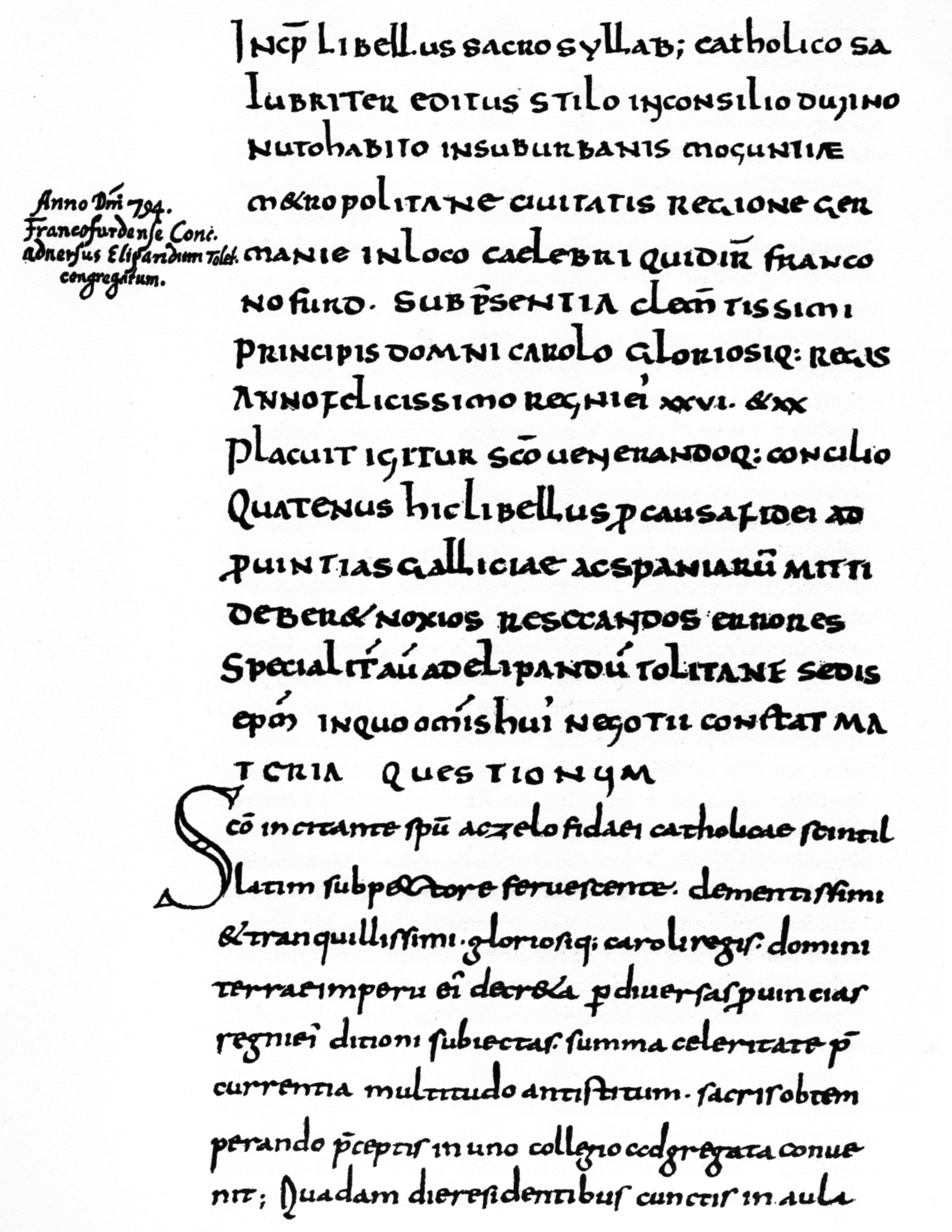
Erwähnung Frankfurts als Franconofurd im Sacrosyllabus des Paulinus von Aquileia aus dem Jahr 794

Die Synode von Frankfurt im Jahr 794 war eine von Karl dem Großen initiierte Versammlung wichtiger Kirchenvertreter des Fränkischen Reichs – Bischöfe und Priester aus dem Frankenreich, aus Aquitanien, Italien und aus der Provence – in Franconofurd, dem späteren Frankfurt am Main. Die im Juni 794 tagende Synode diente der Erörterung und Verhandlung von mehreren zentralen geistlichen und politischen Fragen.
Diese Synode war auch als fränkische Antwort auf das Zweite ökumenische Konzil von Nicaea gedacht, das von der byzantinischen Kaiserin Irene ausgerichtet worden war und das sich unter anderem mit dem Bilderstreit befasst hatte. Weil in Nicaea kein fränkischer Kirchenvertreter eingeladen worden war, sah sich Karl der Große, seit dem Jahr 768 König des Fränkischen Reiches, zu diesem Schritt veranlasst, da er als mächtigster Herrscher des Westens und faktischer Lenker der Papstpolitik wie ein untergeordneter Barbarenkönig ignoriert wurde.

## Zeitgeschichtlicher Hintergrund
Ein seit dem Jahr 792 vorbereiteter erneuter Feldzug Karls des Großen gegen die Awaren, die sich an der Donau mit dem Herzogtum Baiern gegen die Franken verbündet hatten, war im Spätsommer 793 an außenpolitischen Umständen und an Witterungsbedingungen gescheitert (→ Awarenkrieg). Der von den Franken möglicherweise eigens dafür gebaute Kanal zwischen den Flüssen Altmühl und Schwäbischer Rezat – die Fossa Carolina, auch „Karlsgraben“ genannt – kam für diesen Zweck nicht zur Verwendung. Es wird vermutet, dass die sehr ergiebigen Regenfälle des Jahres 793 die Bauarbeiten erschwert hatten, und Karl sah zudem größeren Handlungsbedarf gegen die sich zur selben Zeit im Norden des Fränkischen Reiches wieder verstärkenden Sachsenaufstände. Zusätzlich hatten die Regenfälle im Frankenreich Missernten verursacht, so dass im Reich Hungersnöte drohten, die ebenfalls ein königliches Handeln erforderlich machten.
Der König und sein Hofstaat fuhren auf Fränkischer Rezat, Regnitz und Main nach Würzburg und verbrachten dort das Weihnachtsfest 793. Anschließend reisten sie auf dem Main flussabwärts zu einem Reichsgut am Ort des späteren Frankfurt, um dort zu überwintern. Die Wahl des Ortes für eine Tagung zur Erörterung der aktuellen politischen und religiösen Fragen war bereits zuvor auf die dortige Königspfalz gefallen. Karl der Große mied für diese Veranstaltung die ebenfalls in Frage kommende Pfalz in Worms am Rhein (→ Bistum Worms) ebenso wie die gleichfalls am Rhein gelegene Ingelheimer Pfalz, da er dort die Einflussnahme von lokalem Klerus und Adel befürchten musste.

## Teilnehmer
Zu den Teilnehmern der Frankfurter Synode zählten neben anderen Paulinus II., Patriarch von Aquileja, Petrus, Erzbischof von Mailand, der Benediktinerabt Benedikt von Aniane, karolingischer Reformer, der Abt Smaragd von Saint-Mihiel sowie mehrere Bischöfe aus England, Gallien und Aquitanien, aus der Spanischen Mark, der Grafschaft Roussillon und aus dem unteren Languedoc. Als Vertreter des Papstes Hadrian I. und Träger von dessen epistula dogmatica nahmen Theophylactus und Stephanus von Rom teil. Der französische Kirchenhistoriker Emile Amann zählt die Synode von Frankfurt zu den „entscheidendsten Kirchenversammlungen der Gesamtkirche“.

## Themen und Ergebnisse
Die Themen und Verhandlungsgegenstände der Frankfurter Synode von 794 wurden in insgesamt 56 „Kapitel“ genannte Punkte von unterschiedlichem theologischem, politischem und rechtlichem Gewicht geordnet. Den ersten fünf Punkten dieser „Tagesordnung“ wird seitens der Geschichtsforschung die größte historische Bedeutung eingeräumt:
1. Erörterung der von Spanien ausgehenden christologischen Lehre des Adoptianismus. Diese auf der Synode einstimmig als Häresie verurteilte Glaubensrichtung wurde maßgeblich vom damaligen Bischof von Toledo und Primas von Spanien, Elipandus von Toledo (717–ca. 800)[7] sowie vom katalanischen Bischof Felix von Urgell (auch Félix de Urgel und Felix D’Urgell, Bischof der Diözese La Seu d’Urgell von 783 bis 792 sowie von 798 bis 799) angeführt.[8][6] Sowohl Elipandus als auch Felix von Urgell waren bereits auf der Synode von Regensburg 792 für diese von den Karolingern als Irrlehre eingestufte Glaubensrichtung verurteilt worden, hatten diese jedoch weiterhin vertreten.[7] In ihrem Beschluss nahm die Synode von 794 Bezug auf die Entscheidungen vorangegangener Konzilien, besonders auf diejenigen des Christuskonzils von Chalcedon, das bereits im Jahr 451 in patristischer Tradition die „reine Lehre vom Gottmenschentum des Erlösers“ vertreten hatte.[4] Im Zuge der Verurteilung des Adoptianismus kam es auch zur Hinzufügung des Filioque in das Glaubensbekenntnis.[9]
2. Auseinandersetzung mit dem Byzantinischen Bilderstreit.[6] Die Beschlüsse des Konzils von Nicaea hatten zur Beilegung des Bilderstreites zwischen Papst und dem byzantinischen Kaiser geführt. Die Ergebnisse der Frankfurter Synode waren die Ablehnung der Beschlüsse in Nicaea, obwohl Karl, ebenso wie Byzanz zuvor im Beschluss von Nicaea, die Verehrung der Ikonen ausdrücklich erlaubt sehen wollte. Die Ablehnung fußte auf dem Prestigeverlust, den Karl hatte hinnehmen müssen, weil er nicht auf das Konzil von Nicaea eingeladen worden war. Daher sah er das Konzil als nicht ökumenisch an. Der Synode lag zum Thema Bilderverehrung eine Denkschrift vor, die im Auftrag Karls des Großen anlässlich des Byzantinischen Bilderstreits zuvor von fränkischen Theologen angefertigt worden war, die Libri Carolini.
Da der Papst in seiner Entscheidung sowohl Rücksicht auf Byzanz als auch auf das Frankenreich nehmen musste, ließ er die Beschlüsse von Nicaea bestehen, stimmte diesen aber nur mit Vorbehalten zu. In dem die Ergebnisse der Frankfurter Synode zusammenfassenden Kapitular wird die Ablehnung der Bilderanbetung als „völlig“ und „einmütig“ formuliert.[8] (Tatsächlich beschloss die Synode von Frankfurt nach der Ablehnung der Beschlüsse des Konzils dann inhaltlich im Wesentlichen dasselbe wie das Konzil, das ja keineswegs eine Bilderanbetung gebilligt hatte. Lediglich der Tonfall war wohl weniger bilderfreundlich.)
3. Endgültiger Sturz von Tassilo III., dem letzten agilolfingischen Herzog von Baiern. Der Herzog hatte bereits im Jahr 763 dem fränkischen König Pippin dem Jüngeren die Gefolgschaft im Feldzug gegen Aquitanien verweigert und so seinen Vasalleneid gebrochen. Im Jahr 787 war er nicht zum Hoftag Karls des Großen in Worms erschienen. Tassilo war für diese schweren Vergehen auf dem folgenden Hoftag in Ingelheim am Rhein im Jahr 788 von Karl zunächst zum Tode verurteilt und später zur Verbannung ins Kloster begnadigt worden. Er musste aus der Verbannung in der französischen Abtei Jumièges nach Frankfurt anreisen und vor der Synode von 794 erscheinen, um erneut Abbitte zu leisten.[10] Der abgesetzte Herzog bat Karl den Großen für seinen früheren Widerstand gegen ihn und für sein Paktieren mit den Langobarden um Gnade. Tassilo verzichtete auf seine sämtlichen Herrschaftsrechte sowie auf jeden Eigenbesitz und wurde zurück in die klösterliche Verbannung geschickt, wo er im Jahr 796 verstarb.[6] Seine Demütigung auf der Synode von 794 besiegelte die karolingische Herrschaft über das Herzogtum Baiern.
4. Festlegung der Preise für Getreide und Brot im Fränkischen Reich, um deren Überteuerung einzuschränken. Dieses Kapitel betont ebenso die Verantwortung aller Lehnsherren dafür, dass ihre Abhängigen nicht Hunger leiden müssen.[8][6] Dieser Erlass wird als Reaktion Karls des Großen auf die Missernten des Jahres 793 interpretiert.[2]
5. Edikt zur kurz zuvor eingeführten karolingischen Münzreform, das diese als verbindlich vorschreibt. Aus den Berichten über die Frankfurter Synode, (cf. MGH, Cap. I, S. 74, Synodus Franconofurtensis) geht hervor, dass überall im Reich neue Silberdenare mit dem Monogramm von Karl dem Großen geprägt werden sollten. Deshalb datiert man die karolingische Münzreform sowie die Schaffung des Karlspfunds in die Jahre 793 und 794.

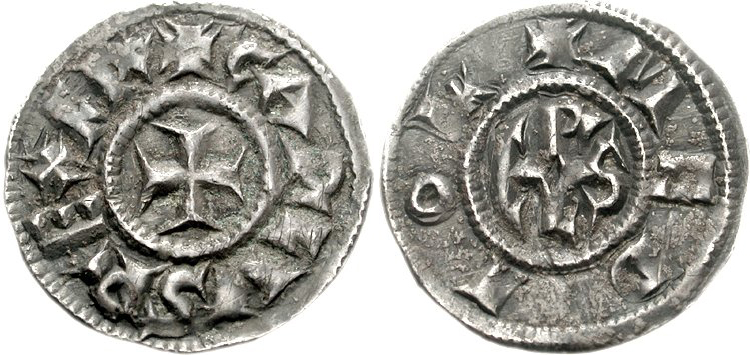
Vorder- und Rückseite eines Denars Karls des Großen wie seit 793 geprägt, mit mittigem „Carolus“-Monogramm (rechts)

Die auf diese ersten fünf folgenden 51 Kapitel befassen sich unter anderem mit Synodalschreiben an mehrere spanische Bischöfe zu verschiedenen Themen, mit dem Verbot der Erhebung von Aufnahmegebühren durch Klöster und weiteren kirchenrechtlichen Entscheidungen sowie mit steuerrechtlichen Details wie der Erhebung des Zehnten.
Die Ergebnisse der Synode von 794 wurden in Form eines in Mittellatein verfassten Kapitulars handschriftlich zusammengefasst und dokumentiert. Das Kapitular der Synode – auch Frankfurter Kapitular genannt – ist nicht im Original erhalten geblieben. Es existieren jedoch bis in die Gegenwart handschriftliche Abschriften aus dem späten 9. Jahrhundert sowie aus dem 10. und 11. Jahrhundert. Zwei davon befinden sich in der Bibliothèque Nationale in Paris. Sie sind in der Schriftart verfasst, die während der Amtszeit Karls des Großen, gegen Ende des 8. Jahrhunderts entwickelt wurde, in der Karolingischen Minuskel. Ob auch das Original des Kapitulars in dieser Schrift gestaltet war, ist nicht gesichert; aufgrund der zeitgeschichtlichen Entwicklung dieser Schriftform und deren Verbreitung im Fränkischen Reich erscheint diese Annahme jedoch als naheliegend.

## Verschiedenes
- Die Synode fand – da die in der Vergangenheit oft Karl dem Großen zugeschriebene Königspfalz Frankfurt erst von seinem Sohn, Ludwig dem Frommen um 822 erbaut wurde – wohl in einem Vorgängerbau des 7. Jahrhunderts auf dem später so benannten Domhügel statt. Dieser Besuch von Karl dem Großen in Franconofurd war Anlass für die erste urkundliche Erwähnung der Stadt – in einer Königsurkunde zur Synode vom 22. Februar 794[12] für das Regensburger Kloster St. Emmeram. In dem in Latein verfassten Dokument heißt es: „[…] actum super fluvium Moin in loco nuncupante Franconofurd“ – „gegeben (ausgestellt) am Flusse Main in einem Orte, genannt Frankfurt.“[13]
- Karl der Große hielt sich insgesamt etwa sieben Monate lang in Frankfurt am Main auf. Er nutzte seinen Aufenthalt für die Rechtsprechung, ließ theologische Gutachten sowie Urkunden anfertigen. Mehrere zeitgeschichtliche Jahrbücher (Annalen) berichten, er habe dort mit seinem Hofstaat das Osterfest gefeiert.[14][15]
- Während ihres Aufenthalts in Frankfurt, am 10. August 794, starb Fastrada, die vierte Ehefrau von Karl dem Großen. Sie wurde in der Albansbasilika in Magontia, der späteren Stadt Mainz, beigesetzt.[16]